# Stangeia distantia
Stangeia distantia är en fjärilsart som beskrevs av Clarke 1986. Stangeia distantia ingår i släktet Stangeia och familjen fjädermott. Inga underarter finns listade i Catalogue of Life.